# Bangladesi labdarúgó-bajnokság (első osztály)
A bangladesi Premier League (BPL) az ország labdarúgó-bajnokságának legfelső szintje. Ezt közvetlenül a bajnoki labdarúgó-szövetség ( Football Football Federation, BFF) Szakmai Labdarúgó Liga Bizottsága vezeti. Dhaka Derby az egyik legnépszerűbb mérkőzés a bajnokságban.. 

## Előzmények
A bajnokságot 2007-ben alapították, és korábban B-bajnokságként ismerték. A bajnokságot 2009-ben Banglades Ligává nevezték át [5] Aztán 2012-ben átnevezték Bangladesi Premier League-nek (BPL). [6] A BPL kezdete a szakmai bajnokság és egy széles, nyitott nemzeti bajnokság kezdetét jelentette.

## Győztesek
| Szezon  | Bajnok          | Második             | Harmadik            |
| ------- | --------------- | ------------------- | ------------------- |
| 2007    | Dhaka Abahani   | Dhaka Mohammedan    | Muktijoddha Sangsad |
| 2008-09 | Dhaka Abahani   | Dhaka Mohammedan    | Sheikh Russell      |
| 2009-10 | Dhaka Abahani   | Dhaka Mohammedan    | Sheikh Russel       |
| 2010-11 | Sheikh Jamal DC | Muktijoddha Sangsad | Sheikh Russel       |
| 2012    | Dhaka Abahani   | Muktijoddha Sangsad | Dhaka Mohammedan    |
| 2012-13 | Sheikh Russel   | Sheikh Jamal DC     | Dhaka Abahani       |
| 2013-14 | Sheikh Jamal DC | Dhaka Abahani       | Muktijoddha Sangsad |
| 2014-15 | Sheikh Jamal DC | Sheikh Russel       | Dhaka Mohammedan    |
| 2016    | Dhaka Abahani   | Chittagong Abahani  | Sheikh Russel       |
| 2017-18 | Dhaka Abahani   | Sheikh Jamal DC     | Chittagong Abahani  |

## Csapatok szerint
| Klub                | Győztes | Második helyezett | Győztes évek                                     | Második helyes évek      |
| ------------------- | ------- | ----------------- | ------------------------------------------------ | ------------------------ |
| Dhaka Abahani       | 6       | 1                 | 2007 , 2008–09 , 2008–09 , 2012 , 2016 , 2017–18 | 2013-14                  |
| Sheikh Jamal DC     | 3       | 2                 | 2010–2011 , 2013–14 , 2014-15                    | 2012–2013 , 2017–18      |
| Sheikh Russel KC    | 1       | 1                 | 2012-13                                          | 2014-15                  |
| Dhaka Mohammedan    |         | 3                 |                                                  | 2007 , 2008–09 , 2009–10 |
| Muktijoddha Sangsad |         | 2                 |                                                  | 2010–2011 , 2012         |
| Chittagong Abahani  |         | 1                 |                                                  | 2016                     |

## Gólkirályok
| Év      | Állampolgárság | Játékos                                  | Klub                         | célok |
| 2007    | Banglades      | Jahid Hasan Ameli                        | Dhaka Abahani                | 12    |
| 2008-09 | Banglades      | Alfaz Ahmed                              | Sheikh Russel KC             | 17    |
| 2009-10 | Banglades      | Enamul Haque                             | Dhaka Abahani                | 21    |
| 2010-11 | Banglades      | Mithun Chowdhury                         | Muktijoddha Sangsad KC       | 16    |
| 2012    | Banglades      | Mithun Chowdhury                         | Muktijoddha Sangsad KC       | 6     |
| 2012-13 | Banglades      | Shakhawat Hossain Rony                   | Dhaka Abahani                | 7     |
| 2013-14 | Banglades      | Wahed Ahmed                              | Dhaka Mohammedan             | 15    |
| 2014-15 | Banglades      | Enamul Haque                             | Muktijoddha Sangsad KC       | 13    |
| 2016    | Banglades      | Sajidur Rahman Sajid Tawhidul Alam Sabuz | Arambagh KS Dhaka Mohammedan | 8     |
| 2017-18 | Banglades      | Tawhidul Alam Sabuz                      | Chittagong Abahani           | 8     |

## Fordítás
- Ez a szócikk részben vagy egészben  a   Bangladesh Championship League című angol Wikipédia-szócikk fordításán alapul.  Az eredeti cikk szerkesztőit annak laptörténete sorolja fel. Ez a jelzés csupán a megfogalmazás eredetét és a szerzői jogokat jelzi, nem szolgál a cikkben szereplő információk forrásmegjelöléseként.